# Фрамон
Фрамон (фр. Framont) насеље је и општина у источној Француској у региону Франш-Конте, у департману Горња Саона која припада префектури Везул.
По подацима из 2011. године у општини је живело 198 становника, а густина насељености је износила 16,88 становника/km². Општина се простире на површини од 11,73 km². Налази се на средњој надморској висини од 260 метара (максималној 264 m, а минималној 207 m).

## Демографија
| 1962. | 1968. | 1975. | 1982. | 1990. | 1999. | 2011. |
| ----- | ----- | ----- | ----- | ----- | ----- | ----- |
| 243   | 236   | 238   | 195   | 185   | 200   | 198   |

График промене броја становника у току последњих година